# リンナンコスキ (小惑星)
リンナンコスキ (7416 Linnankoski) は小惑星帯に位置する小惑星。ベルギーの天文学者エリック・エルストがヨーロッパ南天天文台で発見した。
『真紅の花の歌』（Laulu tulipunaisesta kukasta, 1905年）などで知られるフィンランドの作家、ヨハンネス・リンナンコスキ（Johannes Linnankoski, 1869年-1913年）から命名された。